# Les Hautes-Rivières
Les Hautes-Rivières é uma comuna francesa na região administrativa de Grande Leste, no departamento Ardenas. Estende-se por uma área de 31,47 km², com 1 781 habitantes, segundo os censos de 2008, com uma densidade 56,6 hab/km².

## História
Antes da Primeira Guerra Mundial, Les Hautes Rivières tinha o nome de Trigne.

## Demografia
| 1962 | 1968 | 1975 | 1982 | 1990 | 1999 | 2008 |
| ---- | ---- | ---- | ---- | ---- | ---- | ---- |
| 1990 | 2091 | 2320 | 2354 | 2077 | 1947 | 1781 |